# ديفيد سامرز
ديفيد سامرز (بالإنجليزية: David Summers)‏ هو مؤرخ الفن أمريكي، ولد في 1941.